# Соаре, Николае
Николае Александру Соаре (рум. Nicolae Alexandru Soare; род. 20 сентября 1991, Бузэу) — румынский легкоатлет, специалист по бегу на длинные дистанции. Выступает за сборную Румынии по лёгкой атлетике с 2010 года, обладатель двух серебряных медалей Универсиад, чемпион Балкан, многократный победитель и призёр первенств национального значения, участник летних Олимпийских игр в Рио-де-Жанейро.

## Биография
Николае Соаре родился 20 сентября 1991 года в городе Бузэу, Румыния.
Впервые заявил о себе в лёгкой атлетике на международном уровне в сезоне 2010 года, когда вошёл в состав румынской национальной сборной и выступил на юниорском мировом первенстве в Монктоне, где в зачёте бега на 10 000 метров занял итоговое 14-е место.
В 2011 году в той же дисциплине показал 16-й результат на молодёжном европейском первенстве в Остраве.
На молодёжном европейском первенстве 2013 года в Тампере финишировал восьмым на дистанции 5000 метров и завоевал серебряную награду на дистанции 10 000 метров.
В 2014 году занял 63-е место на чемпионате мира по полумарафону в Копенгагене, в 5000-метровой дисциплине одержал победу на домашнем чемпионате Балкан в Питешти.
Будучи студентом, в 2015 году представлял Румынию на Универсиаде в Кванджу, где стал серебряным призёром в беге на 10 000 метров и показал 11-й результат в полумарафоне. В этом сезоне впервые попробовал себя на марафонской дистанции — принял участие во Франкфуртском марафоне, с результатом 2:25:17 пришёл к финишу на 56-й позиции.
В 2016 году занял 48-е место на чемпионате мира по полумарафону в Кардиффе, с личным рекордом 2:18:52 финишировал 33-м на Гамбургском марафоне. Выполнив олимпийский квалификационный норматив (2:19:00), удостоился права защищать честь страны на летних Олимпийских играх в Рио-де-Жанейро — в программе марафона показал результат 2:31:53, расположившись в итоговом протоколе соревнований на 127-й строке.
На Универсиаде 2017 года в Тайбэе стал четвёртым в беге на 5000 метров и вновь получил серебро в беге на 10 000 метров. Финишировал восьмым на Кубке Европы по бегу на 10 000 метров в Минске.
В 2018 году занял 97-е место на чемпионате мира по полумарафону в Валенсии, стал девятым на Кубке Европы по бегу на 10 000 метров в Лондоне, показал 19-й результат на чемпионате Европы в Берлине.
В 2019 году на Кубке Европы по бегу на 10 000 метров в Лондоне занял 18-е место.
В 2020 году с личным рекордом 1:03:14 занял 63-е место на чемпионате мира по полумарафону в Гдыне, в дисциплине 5000 метров выиграл серебряную медаль на домашнем чемпионате Балкан в Клуж-Напоке.
На чемпионате Балкан 2021 года в Смедерево был лучшим в дисциплинах 3000 и 5000 метров.